# Drevo in list
Drevo in list (v izvirniku angleško Tree and Leaf) je eno Tolkienovih kratkih pripovednih del, ki je izšlo leta 1964. V njem so zapisane kratke prozne zgodbe, Kovač iz Velikega Woottna, Kmet Tilen iz Hama, Nigglov list in poglavje iz Silmarilliona, zgodbo o Beren in Luthien. Vsebina izvirne knjige je drugačna, vsebuje le Nigglov list in Tolkienov esej o pravljicah.